# 比奥莱
比奥莱（法語：Biollet，法語發音：[bjɔlɛ]）是法国多姆山省的一个市镇，属于里永区。

## 地理
比奥莱（45°59'36"N, 2°40'57"E）面积23.46 平方千米，位于法国奥弗涅-罗讷-阿尔卑斯大区多姆山省，该省份为法国中南部省份，北起阿列省接壤，东临卢瓦尔省，南至上盧瓦爾省和康塔爾省，西接科雷兹省和克勒兹省。
与比奥莱接壤的市镇（或旧市镇、城区）包括：埃斯皮纳斯、沙朗萨、圣普列斯特德尚。

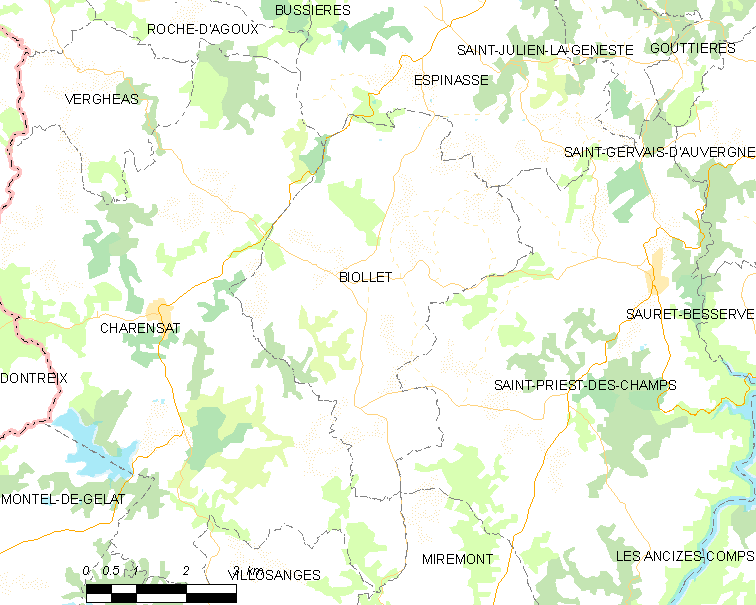
比奥莱的OSM定位图

比奥莱的时区为UTC+01:00、UTC+02:00（夏令时）。

## 行政
比奥莱的邮政编码为63640，INSEE市镇编码为63041。

## 政治
比奥莱所属的省级选区为圣埃卢瓦莱米讷县。

## 人口

1962-2008年间比奥莱人口变化图示

比奥莱于2022年1月1日时的人口数量为317人。